# Читалище
 Тази статия е за институцията.  За печатното издание вижте Читалище (списание).  
Читалището е типично българска обществена институция, която изпълнява учебно-просветителски функции и самодейност. Обикновено читалищата се състоят от библиотека и клуб по интереси, където се развиват най-различни дейности от любителски школи по народна и модерна музика, народни и модерни танци, спорт, чужди езици, театър, литературни четения, отбелязване на обществено значими събития за града и празници, организиране на конференции и градски събрания. Някои читалища разполагат с духов оркестър или симфоничен оркестър, смесен хор и фолклорен ансамбъл.

## История
Първите подобни форми на народна самодейност възникват през 1856 г. в Свищов, Лом и Шумен.
На 30 януари 1856 г. в Свищов е основано първото българско читалище – Читалище „Еленка и Кирил Д. Аврамови“, от Димитър Начович, Христаки Филчов, Емануил Васкидович и Георги Владикин. Димитър Маринов разказва в своите спомени и статии, че още с отварянето на училището в Лом през 1848 г., над една от вратите на училищните стаи, в които се намирала библиотеката, Кръстьо Пишурка поставя надпис „Читалище“. Постепенно в стаята започват да прииждат не само ученици и граждани, но и чужденци. През 1856 г. читалището се мести в собствена сграда и се нарича „Постоянство“. Същата година през пролетта Сава Доброплодни създава в Шумен третото българско читалище, което днес се нарича Народно читалище „Добри Войников – 1856“. По времето на българското Възраждане работят над 130 читалища, благодарение на усилията на по-заможни и просветени възрожденци.
През втората половина на XX век подобна културно-просветна функция изпълняват също и културни домове (домове на културата), младежки домове и пр., които са създавани по съветски образец и се финансират пряко от предприятия или организации.
След 2009 г. към наименованията на читалищата се добавя годината на тяхното първоначално създаване.
Към януари 2016 г. броят на регистрираните читалища в България е 3614. През декември 2017 г. българските читалища са внесени в Регистъра на добрите практики за опазване на нематериалното културно наследство на човечеството, воден от ЮНЕСКО.